# Оджігі
Оджігі (д/н — бл. 1735) — 20-й алаафін (володар) держави Ойо в 1724—1735 роках.

## Життєпис
Про родинні зв'язки замало відомостей. 1724 року прийшов до влади після смерті Осійаго. З самого початку зіткнувся з надмірним посиленням ойо-месі (вищої ради) та його очільників басорунів. У приборкані їх Оджігі спирався на допомогу баалі (вождів основних кланів). Це дозволило доволі швидко відновити авторитет алаафіна в держаі.
За цим розпочав агресивну зовнішню політику, оскільки в часи слабких правителів Ойо постала потуга Дагомеї, що фактично встановила контроль над значною частиною Невільницького берега, що обмежувало можливості работоргівлі торгівців з ойо з європейцями.
У 1726 році відправив війська проти Агаджи, ахосу Дагомеї. було здобуло перемогу та пограбовано ворожу столицю Абомей. У 1727 році Агаджа мусив визнати зверхність Ойо, сплативши значну данину. Втім Оджігі не вдовольнився, відправивши в березні 1728 року нове військо. В свою чергу Агаджа застосував тактику випаленої землі, сховавши скарбницю, а усім мешканцям Абомею наказав залишити столицю. Тому вже у квітні того ж року ворог відступив. У 1729 році ситуація повторилася. Але 1730 року військо Ойо влаштувало засідку дагомейській армії, якій було завдано відчутної поразки. Також майже повністю було знищено Абомей. В результаті було укладено угоду, за якою Дагомея визнавала зверхність Ойо та зобов'язалася сплачувати щорічну данину в 40 чоловіків і 400 жінок, 400 лантухів каурі та коралів. Кордоном встановлювалася річка Веме, а Ойо отримувала області на узбережжі озера Нокуе і в долині річки Зу.
В подальшому підкорив усі землі на північ до річки Нігер, зокрема Боргу і Нупе. Також підкорив усіх північних йоруба. Активно розширював работоргівлю через підвладні порти. Для цього відновив зверхність над державою Іджебу на південному сході.
Перед смертю знову проявила силу ойо-месі, що відкинуло кандидатуру аремо (спадкоємця трону), якого призначив Оджігі. Після смерті останнього близько 1735 року трон спадкував інший син Ґберу.